# Radiazione elettromagnetica
In fisica la radiazione elettromagnetica è la propagazione nello spazio dell'energia del campo elettromagnetico.
La radiazione elettromagnetica può propagarsi nel vuoto, come ad esempio lo spazio interplanetario, in mezzi poco densi come l'atmosfera, oppure in strutture guidanti come le guide d'onda. È emessa da particelle cariche accelerate, che possono quindi interagire con altre particelle cariche; di conseguenza tutti i corpi, avendo al proprio interno particelle cariche in movimento, emettono spontaneamente radiazione elettromagnetica, che può produrre uno scambio di energia tra di essi per irraggiamento.
Le applicazioni tecnologiche che sfruttano la radiazione elettromagnetica sono svariate: la trasmissione di informazioni (radiocomunicazioni, come radio, televisione, telefoni cellulari, satelliti artificiali, radar), la diagnostica medica radiologica, il trasporto di energia, come il forno a microonde.

## Origini
Le onde elettromagnetiche furono predette teoricamente prima di essere rilevate sperimentalmente: le equazioni di Maxwell, che riassumono l'elettromagnetismo classico, ammettono una soluzione ondulatoria propagantesi nel vuoto alla velocità della luce. Furono poi le esperienze di Hertz a confermare l'esistenza delle cosiddette "onde hertziane", ed a misurarne la velocità. L'esperimento di Michelson-Morley provò l'indipendenza della velocità della luce dalla direzione di propagazione e, grazie ad altre esperienze che si considerano sufficienti a falsificare le cosiddette teorie balistiche della luce, viene oggi considerata l'esperienza cruciale che mise in crisi la meccanica classica richiedendo la formulazione della relatività ristretta. È sulla base di tale teoria, una delle teorie meglio controllate empiricamente, che è possibile enunciare le proprietà della radiazione elettromagnetica nel vuoto.
Gli studi sull'effetto fotoelettrico, tra i quali spicca il contributo del 1905 di Albert Einstein (che gli valse il premio Nobel), evidenziarono l'esistenza di una frequenza di soglia sotto la quale tale effetto non ha luogo, indipendentemente dall'intensità (ampiezza) della radiazione incidente. Esperienze correlate, quali la misura dello spettro di corpo nero, ed i relativi tentativi di giustificazione teorica, indussero i fisici dell'inizio del secolo scorso a riaprire il secolare dibattito sulla natura della luce, di cui le equazioni di Maxwell sembravano costituire la soluzione definitiva, introducendo la nozione di quanto di energia. Il quanto di radiazione elettromagnetica prende il nome di fotone ed è una particella (nel senso della meccanica quantistica) che segue la statistica di Bose-Einstein, ovvero un bosone.
Le onde elettromagnetiche furono sfruttate da Nikola Tesla e da Guglielmo Marconi per comunicare a distanza. Questi due inventori sfruttavano due diversi tipi di onde elettromagnetiche: l'inventore serbo utilizzava onde elettromagnetiche continue, mentre l'inventore italiano le onde smorzate.

### Elettrodinamica classica

Un'onda elettromagnetica sinusoidale polarizzata linearmente che si propaga nella direzione +z in un mezzo omogeneo, isotropo e senza perdite (come potrebbe essere il vuoto). Il campo elettrico (frecce blu) oscilla nella direzione ±x, mentre il campo magnetico (frecce rosse) - ortogonale ad - oscilla nella direzione ±y, in fase con il campo elettrico.

Secondo l'elettrodinamica classica, la radiazione elettromagnetica è costituita da onde elettromagnetiche, oscillazioni sincronizzate di campi elettrici e magnetici che nel vuoto viaggiano alla velocità della luce. Nei mezzi isotropi e omogenei le oscillazioni dei due campi sono perpendicolari fra loro e alla direzione di propagazione dell'onda, quindi costituiscono un'onda trasversale. Il fronte d'onda di un'onda elettromagnetica emessa da una sorgente puntiforme (come ad esempio una lampadina) è una sfera. La posizione di un'onda elettromagnetica nello spettro elettromagnetico può essere determinata in base alla frequenza di oscillazione o alla lunghezza d'onda. Onde elettromagnetiche di diversa frequenza hanno nomi diversi poiché sono generate da sorgenti diverse e hanno effetti diversi sulla materia. In ordine di frequenza crescente e lunghezza d'onda decrescente sono: onde radio, microonde, radiazione infrarossa, luce visibile, radiazione ultravioletta, raggi X e raggi gamma.

### Meccanica quantistica
In meccanica quantistica, si interpreta la radiazione elettromagnetica come composta di fotoni, particelle elementari neutre con massa a riposo nulla che sono i quanti del campo elettromagnetico responsabili di tutte le interazioni elettromagnetiche.
La elettrodinamica quantistica è la teoria che spiega l'interazione della radiazione elettromagnetica con la materia a livello atomico. Gli effetti quantistici forniscono sorgenti ulteriori di onde elettromagnetiche, come la transizione
elettronica a un più basso livello energetico in un atomo e la radiazione di corpo nero. L'energia di ogni singolo fotone è quantizzata ed è maggiore per i fotoni di frequenza maggiore. La costante di Planck {\displaystyle h} mette in relazione la frequenza {\displaystyle f} del fotone con la sua energia {\displaystyle E} secondo la legge di Planck, {\displaystyle E=hf}.

## Equazione delle onde elettromagnetiche
L'equazione che descrive la propagazione di un'onda elettromagnetica è l'equazione delle onde, che può essere scritta a partire dai campi elettrico e magnetico ed è un'equazione omogenea. In modo equivalente, l'equazione delle onde può essere espressa in termini delle sorgenti del campo: in questo caso si ricorre all'utilizzo dei potenziali, e si tratta di un'equazione non omogenea.

### Equazione omogenea
Si supponga di trovarsi in un dielettrico omogeneo ed isotropo, elettricamente neutro e perfetto e privo di cariche libere localizzate, sorgenti del campo elettromagnetico. Le equazioni che descrivono la propagazione del campo sono le equazioni delle onde per il campo elettrico e magnetico, due equazioni differenziali alle derivate parziali vettoriali:
{\displaystyle {\nabla }^{2}\mathbf {E} -\varepsilon \mu {\frac {{\partial }^{2}\mathbf {E} }{{\partial t}^{2}}}=0\qquad {\nabla }^{2}\mathbf {B} -\varepsilon \mu {\frac {{\partial }^{2}\mathbf {B} }{{\partial t}^{2}}}=0}
Si tratta quindi di sei equazioni scalari, e sono ottenute dalle equazioni di Maxwell applicando l'operatore rotore. Questo comporta che, data una soluzione delle equazioni d'onda, la stessa soluzione sommata ad un campo irrotazionale è ancora soluzione. Le soluzioni, inoltre, non sono necessariamente solenoidali: tale condizione aggiuntiva deve essere infatti imposta nella fase risolutiva.
La soluzione generale dell'equazione delle onde in una dimensione è un'onda:
{\displaystyle u(x,t)=F(x-vt)+G(x+vt)}
che si propaga con velocità {\displaystyle v} costante:
{\displaystyle v={\frac {1}{\sqrt {\varepsilon \mu }}}}
Nel vuoto {\displaystyle v} diventa la velocità della luce:
{\displaystyle c={\frac {1}{\sqrt {\varepsilon _{0}\mu _{0}}}}}
La soluzione di queste equazioni non è univoca, ed è necessario imporne la solenoidalità richiedendo che soddisfi le equazioni di Maxwell. In generale, la soluzione delle equazioni delle onde è una funzione {\displaystyle f(\mathbf {r} ,t)=f(\xi )} della direzione di propagazione e del tempo.
Una rappresentazione compatta della equazione dell'onda è ottenuta tramite l'uso dell'operatore di d'Alembert, definito come:
{\displaystyle \Box ={\frac {\partial ^{2}}{\partial x^{2}}}+{\frac {\partial ^{2}}{\partial y^{2}}}+{\frac {\partial ^{2}}{\partial z^{2}}}-{\frac {1}{v^{2}}}{\frac {\partial ^{2}}{\partial t^{2}}}=\nabla ^{2}-{1 \over c^{2}}{\frac {\partial ^{2}}{\partial t^{2}}}}
e in questo modo le equazioni delle onde si scrivono:
{\displaystyle \Box \mathbf {E} =0\qquad \Box \mathbf {B} =0}

#### Derivazione
In un dielettrico ideale (omogeneo e isotropo, perfetto ed elettricamente neutro, privo di cariche libere localizzate) si ha {\displaystyle \rho =0\ } e {\displaystyle \mathbf {J} =0}. Le equazioni di Maxwell divengono in questo caso:
{\displaystyle \mathbf {\nabla } \cdot \mathbf {E} =0\qquad \mathbf {\nabla } \times \mathbf {E} =-{\frac {\partial \mathbf {B} }{\partial t}}}
{\displaystyle \mathbf {\nabla } \cdot \mathbf {B} =0\qquad \mathbf {\nabla } \times \mathbf {B} =\varepsilon \mu {\frac {\partial \mathbf {E} }{\partial t}}}
È possibile procedere indifferentemente prendendo la terza o la quarta equazione di Maxwell e applicando il rotore. Si prenda dunque la terza:
{\displaystyle \mathbf {\nabla } \times \mathbf {E} =-{\frac {\partial \mathbf {B} }{\partial t}}}
applicando il rotore di ambo i membri:
{\displaystyle \mathbf {\nabla } \times \mathbf {\nabla } \times \mathbf {E} =-{\frac {\partial \mathbf {\nabla } \times \mathbf {B} }{\partial t}}}
al secondo membro si sostituisce la quarta equazione in luogo di {\displaystyle \mathbf {\nabla } \times \mathbf {B} }:
{\displaystyle \mathbf {\nabla } \times \mathbf {B} =\varepsilon \mu {\frac {\partial \mathbf {E} }{\partial t}}}
mentre al primo membro si sfrutta la relazione:
{\displaystyle \mathbf {\nabla } \times (\mathbf {\nabla } \times \mathbf {E} )=-\nabla ^{2}\cdot \mathbf {E} +\mathbf {\nabla } (\mathbf {\nabla } \cdot \mathbf {E} )}
e dal momento che si è supposta l'assenza di cariche libere, sorgenti del campo, si ha che {\displaystyle \mathbf {\nabla } \cdot \mathbf {E} =0}. Si ottiene pertanto:
{\displaystyle -\nabla ^{2}\cdot \mathbf {E} =\mathbf {-} \nabla \times {\frac {\partial \mathbf {B} }{\partial t}}=-\varepsilon \mu {\frac {\partial ^{2}\mathbf {E} }{\partial t^{2}}}}
cioè:
{\displaystyle {\nabla }^{2}\mathbf {E} =\varepsilon \mu {\frac {{\partial }^{2}\mathbf {E} }{{\partial t}^{2}}}}
Analogamente, applicando lo stesso procedimento alla quarta equazione si ottiene:
{\displaystyle {\nabla }^{2}\mathbf {B} =\varepsilon \mu {\frac {{\partial }^{2}\mathbf {B} }{{\partial t}^{2}}}}
che sono entrambe le equazioni delle onde cercate.

### Equazione non omogenea
Le equazioni di Maxwell per il campo generato da una distribuzione di carica, descritta dalla densità {\displaystyle \rho }, e di corrente, espressa con la densità {\displaystyle \mathbf {J} }, possono essere scritte in funzione dei potenziali del campo nella seguente forma:
{\displaystyle \nabla ^{2}\varphi +{{\partial } \over \partial t}\left(\nabla \cdot \mathbf {A} \right)=-{\rho  \over \varepsilon _{0}}}
{\displaystyle \nabla ^{2}\mathbf {A} -{1 \over c^{2}}{\partial ^{2}\mathbf {A}  \over \partial t^{2}}-\nabla \left({1 \over c^{2}}{{\partial \varphi } \over {\partial t}}+\nabla \cdot \mathbf {A} \right)=-\mu _{0}\mathbf {J} }
dove:
{\displaystyle \mathbf {E} =-\nabla \varphi -{\partial \mathbf {A}  \over \partial t}\qquad \mathbf {B} =\nabla \times \mathbf {A} }
Se si pone la condizione di Lorenz:
{\displaystyle {1 \over c^{2}}{{\partial \varphi } \over {\partial t}}+\nabla \cdot \mathbf {A} =0}
si ottiene l'equazione non omogenea:
{\displaystyle \nabla ^{2}\varphi -{1 \over c^{2}}{\partial ^{2}\varphi  \over \partial t^{2}}=-{\rho  \over \varepsilon _{0}}}
{\displaystyle \nabla ^{2}\mathbf {A} -{1 \over c^{2}}{\partial ^{2}\mathbf {A}  \over \partial t^{2}}=-\mu _{0}\mathbf {J} } .
In notazione relativistica l'equazione delle onde è scritta in forma covariante:
{\displaystyle \Box A^{\mu }\ {\stackrel {\mathrm {def} }{=}}\ \partial _{\beta }\partial ^{\beta }A^{\mu }\ {\stackrel {\mathrm {def} }{=}}\ {A^{\mu ,\beta }}_{\beta }=-\mu _{0}J^{\mu }}
dove {\displaystyle J} e {\displaystyle A} sono rispettivamente la quadricorrente e il quadripotenziale:
{\displaystyle J^{\mu }=\left(c\rho ,\mathbf {J} \right)\qquad A^{\mu }=(\varphi ,\mathbf {A} c)}
Nel gauge di Lorenz si ha:
{\displaystyle \partial _{\mu }A^{\mu }=0}
dove:
{\displaystyle {\partial  \over {\partial x^{a}}}\ {\stackrel {\mathrm {def} }{=}}\ \partial _{a}\ {\stackrel {\mathrm {def} }{=}}\ {}_{,a}\ {\stackrel {\mathrm {def} }{=}}\ (\partial /\partial ct,\nabla )}
è il quadrigradiente.

### Soluzioni

Onda piana polarizzata linearmente.

La soluzione generale per l'equazione delle onde elettromagnetica è una combinazione lineare di onde della forma:
{\displaystyle \mathbf {E} (\mathbf {r} ,t)=g(\phi (\mathbf {r} ,t))=g(\omega t\pm \mathbf {k} \cdot \mathbf {r} )\qquad \mathbf {B} (\mathbf {r} ,t)=g(\phi (\mathbf {r} ,t))=g(\omega t\pm \mathbf {k} \cdot \mathbf {r} )}
dove {\displaystyle \mathbf {k} } è il vettore d'onda e {\displaystyle g} è una funzione continua, che non è necessariamente periodica (generalizzazione della soluzione unidimensionale precedente). Inoltre, il vettore d'onda e la frequenza angolare sono legati dalla relazione di dispersione:
{\displaystyle k=|\mathbf {k} |={\omega  \over c}={2\pi  \over \lambda }}
con {\displaystyle k} il numero d'onda e {\displaystyle \lambda } la lunghezza d'onda.
Le soluzioni dell'equazione delle onde in coordinate cilindriche sono le funzioni di Bessel di ordine intero, mentre in coordinate sferiche si hanno le espressioni:
{\displaystyle \mathbf {E} (\mathbf {r} ,t)={\frac {1}{r}}\mathbf {E} _{0}\cos(\omega t\pm \mathbf {k} \cdot \mathbf {r} +\phi _{0})\qquad \mathbf {E} (\mathbf {r} ,t)={\frac {1}{r}}\mathbf {E} _{0}\sin(\omega t\pm \mathbf {k} \cdot \mathbf {r} +\phi _{0})}
{\displaystyle \mathbf {B} (\mathbf {r} ,t)={\frac {1}{r}}\mathbf {B} _{0}\cos(\omega t\pm \mathbf {k} \cdot \mathbf {r} +\phi _{0})\qquad \mathbf {B} (\mathbf {r} ,t)={\frac {1}{r}}\mathbf {B} _{0}\sin(\omega t\pm \mathbf {k} \cdot \mathbf {r} +\phi _{0})}
che possono essere scritte attraverso le armoniche sferiche.

#### Soluzioni sinusoidali ed espansione in multipoli
La classe di soluzioni più semplice è fornita assumendo che l'onda sia sinusoidale (monocromatica):
{\displaystyle \mathbf {E} (\mathbf {r} ,t)=\mathrm {Re} \{\mathbf {E} (\mathbf {r} )e^{i\omega t}\}}
dove {\displaystyle \omega } è la pulsazione {\displaystyle \omega =2\pi *f} f è la frequenza e {\displaystyle \textstyle e^{i\omega t}=\cos(\omega t)+i\sin(\omega t)\,} la formula di Eulero.
Le equazioni di Maxwell per campi con dipendenza temporale {\displaystyle e^{-i\omega t}} hanno la forma:
{\displaystyle \nabla \times \mathbf {E} -i\omega \mathbf {B} =0\qquad \nabla \times \mathbf {B} +i\omega \mu \varepsilon \mathbf {E} =0}
e la linearità delle equazioni consente di decomporre una soluzione generica in una combinazione di sinusoidi attraverso la trasformata di Fourier. Le soluzioni sinusoidali hanno la forma:
{\displaystyle \mathbf {E} (\mathbf {r} ,t)=\mathbf {E} _{0}\cos(\omega t\pm \mathbf {k} \cdot \mathbf {r} +\phi _{0})}
{\displaystyle \mathbf {B} (\mathbf {r} ,t)=\mathbf {B} _{0}\cos(\omega t\pm \mathbf {k} \cdot \mathbf {r} +\phi _{0})}
Assumendo quindi che un campo elettromagnetico con frequenza fissata costante abbia dipendenza armonica dal tempo, le equazioni di Maxwell consentono di ridurre l'equazione d'onda per i campi all'equazione di Helmholtz:
{\displaystyle (\nabla ^{2}+k^{2})\mathbf {E} =0\qquad \mathbf {B} =-{\frac {i}{k}}\nabla \times \mathbf {E} }
In modo analogo si giunge a:
{\displaystyle (\nabla ^{2}+k^{2})\mathbf {B} =0\qquad \mathbf {E} =-{\frac {i}{k}}\nabla \times \mathbf {B} }
Tali equazioni sono soddisfatte da ogni componente dei campi a patto che:
{\displaystyle k^{2}{\frac {\mathbf {E} \times \mathbf {B} }{EB}}\cdot {\frac {\mathbf {E} \times \mathbf {B} }{EB}}=\mu \varepsilon \omega ^{2}}
cioè {\displaystyle {\frac {\mathbf {E} \times \mathbf {B} }{EB}}} è il versore della propagazione dell'onda.
Un generico campo elettromagnetico con frequenza {\displaystyle \omega } è una somma di soluzioni di tali equazioni, che si possono esprimere utilizzando l'espansione in armoniche sferiche con coefficienti proporzionali alle funzioni di Bessel sferiche. Per ottenere soluzioni a divergenza nulla il termine che si sviluppa in armoniche è {\displaystyle \mathbf {r} \cdot \mathbf {E} } o {\displaystyle \mathbf {r} \cdot \mathbf {B} }, ottenendo:
{\displaystyle \mathbf {E} =e^{-i\omega t}\sum _{l,m}{\sqrt {l(l+1)}}\left[a_{E}(l,m)\mathbf {E} _{l,m}^{(E)}+a_{M}(l,m)\mathbf {E} _{l,m}^{(M)}\right]}
{\displaystyle \mathbf {B} =e^{-i\omega t}\sum _{l,m}{\sqrt {l(l+1)}}\left[a_{E}(l,m)\mathbf {B} _{l,m}^{(E)}+a_{M}(l,m)\mathbf {B} _{l,m}^{(M)}\right]}
dove {\displaystyle \mathbf {E} _{l,m}^{(E)}} e {\displaystyle \mathbf {B} _{l,m}^{(E)}} sono i campi di multipolo dell'ordine {\displaystyle (l,m)}, {\displaystyle \mathbf {E} _{l,m}^{(M)}} e {\displaystyle \mathbf {B} _{l,m}^{(M)}} sono i corrispondenti campi magnetici, mentre {\displaystyle a_{E}(l,m)} e {\displaystyle a_{M}(l,m)} sono i coefficienti dell'espansione. I campi sono dati da:
{\displaystyle \mathbf {B} _{l,m}^{(E)}={\sqrt {l(l+1)}}\left[B_{l}^{(1)}h_{l}^{(1)}(kr)+B_{l}^{(2)}h_{l}^{(2)}(kr)\right]\mathbf {\Phi } _{l,m}\qquad \mathbf {E} _{l,m}^{(E)}={\frac {i}{k}}\nabla \times \mathbf {B} _{l,m}^{(E)}}
{\displaystyle \mathbf {E} _{l,m}^{(M)}={\sqrt {l(l+1)}}\left[E_{l}^{(1)}h_{l}^{(1)}(kr)+E_{l}^{(2)}h_{l}^{(2)}(kr)\right]\mathbf {\Phi } _{l,m}\qquad \mathbf {B} _{l,m}^{(M)}=-{\frac {i}{k}}\nabla \times \mathbf {E} _{l,m}^{(M)}}
dove {\displaystyle h_{l}^{(1,2)}(x)} sono le funzioni di Hankel sferiche, {\displaystyle E_{l}^{(1,2)}} e {\displaystyle B_{l}^{(1,2)}} sono le condizioni al contorno e:
{\displaystyle \mathbf {\Phi } _{l,m}={\frac {1}{\sqrt {l(l+1)}}}(\mathbf {r} \times \nabla )Y_{l,m}}
sono le armoniche sferiche vettoriali, che sono normalizzate in modo tale che:
{\displaystyle \int \mathbf {\Phi } _{l,m}^{*}\cdot \mathbf {\Phi } _{l',m'}d\Omega =\delta _{l,l'}\delta _{m,m'}}

#### Onde piane
Si consideri il piano definito dal versore perpendicolare ad esso:
{\displaystyle \mathbf {n} ={\mathbf {k}  \over k}}
Le soluzioni planari dell'equazione d'onda sono:
{\displaystyle \mathbf {E} (\mathbf {r} )=E_{0}e^{-i\mathbf {k} \cdot \mathbf {r} }\qquad \mathbf {B} (\mathbf {r} )=B_{0}e^{-i\mathbf {k} \cdot \mathbf {r} }}
dove {\displaystyle \mathbf {r} =(x,y,z)} è la posizione. Entrambe le espressioni soddisfano l'Equazione di Helmholtz:
{\displaystyle (\nabla ^{2}+\mu \varepsilon \omega ^{2})\mathbf {E} =0\qquad (\nabla ^{2}+\mu \varepsilon \omega ^{2})\mathbf {B} =0}
Soluzioni di questo tipo rappresentano onde piane che si propagano nella direzione del versore normale al piano. Se si pone {\displaystyle z} la direzione del versore e {\displaystyle x} la direzione del campo elettrico, allora il campo magnetico ha direzione {\displaystyle y} e si ha che {\displaystyle \textstyle c^{2}{\partial B \over \partial z}={\partial E \over \partial t}}. Inoltre, essendo nulla la divergenza del campo magnetico non vi sono campi nella direzione di propagazione.

## Proprietà di un'onda elettromagnetica
Le equazioni di Maxwell forniscono diverse informazioni riguardanti la propagazione delle onde elettromagnetiche. Si consideri un generico campo:
{\displaystyle \mathbf {E} =\mathbf {E} _{0}f\left({\hat {\mathbf {k} }}\cdot \mathbf {x} -c_{0}t\right)}
dove {\displaystyle \mathbf {E} _{0}} è l'ampiezza costante, {\displaystyle f} è una funzione differenziabile al secondo ordine, {\displaystyle {\hat {\mathbf {k} }}} è il versore della direzione di propagazione e {\displaystyle {\mathbf {x} }} la posizione. Si osserva che {\displaystyle f\left({\hat {\mathbf {k} }}\cdot \mathbf {x} -c_{0}t\right)} è una generica soluzione dell'equazione delle onde, cioè:
{\displaystyle \nabla ^{2}f\left({\hat {\mathbf {k} }}\cdot \mathbf {x} -c_{0}t\right)={\frac {1}{{c_{0}}^{2}}}{\frac {\partial ^{2}}{\partial t^{2}}}f\left({\hat {\mathbf {k} }}\cdot \mathbf {x} -c_{0}t\right)}
per un'onda generica che si propaga nella direzione {\displaystyle {\hat {\mathbf {k} }}}. Tale funzione deve inoltre soddisfare le equazioni di Maxwell:
{\displaystyle \nabla \cdot \mathbf {E} ={\hat {\mathbf {k} }}\cdot \mathbf {E} _{0}f'\left({\hat {\mathbf {k} }}\cdot \mathbf {x} -c_{0}t\right)=0\qquad \mathbf {E} \cdot {\hat {\mathbf {k} }}=0}
{\displaystyle \nabla \times \mathbf {E} ={\hat {\mathbf {k} }}\times \mathbf {E} _{0}f'\left({\hat {\mathbf {k} }}\cdot \mathbf {x} -c_{0}t\right)=-{\frac {\partial \mathbf {B} }{\partial t}}\qquad \mathbf {B} ={\frac {1}{c_{0}}}{\hat {\mathbf {k} }}\times \mathbf {E} }
La prima equazione implica quindi che il campo elettrico è ortogonale alla direzione di propagazione, mentre la seconda definisce il campo magnetico, ortogonale sia al campo elettrico che alla direzione di propagazione.
Dalle equazioni di Maxwell si evince dunque che in un'onda elettromagnetica i campi sono ortogonali fra loro e ortogonali alla direzione di propagazione. Le loro ampiezze sono proporzionali, e la costante di proporzionalità è la velocità di propagazione, che dipende dalle caratteristiche del mezzo in cui si propaga.
Infine, un'onda elettromagnetica può essere definita tale solo se entrambi i campi (elettrico e magnetico) che la costituiscono rispettano sia l'equazione delle onde sia le equazioni di Maxwell.

### Energia e vettore di Poynting
Ogni onda elettromagnetica è in grado di trasferire energia tra due punti dello spazio. Si consideri il caso di un'onda piana, e si prenda un volume arbitrario τ contenente un campo elettromagnetico. Al suo interno la densità di energia elettrica vale:
{\displaystyle u_{e}={\dfrac {1}{2}}\mathbf {E} \cdot \mathbf {D} }
mentre la densità di energia magnetica vale:
{\displaystyle u_{m}={\dfrac {1}{2}}\mathbf {B} \cdot \mathbf {H} }
L'energia totale all'interno del volume sarà quindi:
{\displaystyle U=\int _{V}u_{E}dV+\int _{V}u_{B}dV=\int _{V}\left({\frac {\mathbf {E} \cdot \mathbf {D} }{2}}+{\frac {\mathbf {H} \cdot \mathbf {B} }{2}}\right)dV}
Derivando quest'equazione e sfruttando le relazioni tra gli operatori rotore e divergenza si ottiene:
{\displaystyle {\frac {\partial U}{\partial t}}=-\int _{S}(\mathbf {E} \times \mathbf {H} )dS-\int _{V}\mathbf {E} \cdot \mathbf {J} dV}
Il termine:
{\displaystyle \mathbf {P} =\mathbf {E} \times \mathbf {H} }
è il vettore di Poynting, mentre il secondo integrale al secondo membro rappresenta il contributo dell'energia del campo elettrico per la presenza della carica contenuta nel volume {\displaystyle V}. Dal punto di vista fisico la precedente espressione esprime il fatto che la variazione nel tempo dell'energia contenuta nel volume {\displaystyle V} delimitato dalla superficie {\displaystyle S} è pari al flusso del vettore di Poynting attraverso la superficie, più l'energia dissipata per effetto Joule nella materia contenuta all'interno. In generale, dunque, secondo l'interpretazione classica ondulatoria l'energia posseduta del campo è riconducibile all'ampiezza (precisamente al quadrato dell'ampiezza) dell'onda che ne descrive la propagazione.

#### Intensità dell'onda elettromagnetica
Nel caso di un'onda piana, sapendo che i campi elettrico e magnetico sono ortogonali tra loro:
{\displaystyle \mathbf {E} =\mathbf {B} \times \mathbf {v} }
e che oscillano ortogonali alla direzione di propagazione dell'onda, ponendo che non vi siano effetti dissipativi si ha:
{\displaystyle \mathbf {P} ={\frac {\mathbf {E} \times \mathbf {B} }{\mu }}={\frac {1}{\mu }}(\mathbf {B} \times \mathbf {v} )\times \mathbf {B} ={\frac {B^{2}}{\mu }}\mathbf {v} }
dove {\displaystyle \mathbf {v} } è la velocità di propagazione dell'onda. Oppure, in termini di campo elettrico:
{\displaystyle \mathbf {P} =\varepsilon E^{2}\mathbf {v} ={\frac {E^{2}}{Z}}{\hat {n}}}
dove {\displaystyle {\hat {n}}} è il versore che identifica la direzione di propagazione dell'onda e:
{\displaystyle Z={\sqrt {\frac {\mu }{\varepsilon }}}}
è l'impedenza caratteristica del materiale entro cui si propaga l'onda.
Il modulo del vettore di Poynting è l'intensità dell'onda, cioè l'energia che attraversa la superficie ortogonale alla velocità di propagazione, nell'unità di tempo:
{\displaystyle P={\frac {E^{2}}{Z}}=E^{2}{\sqrt {\frac {\varepsilon }{\mu }}}=H^{2}{\sqrt {\frac {\mu }{\varepsilon }}}}
Se l'onda piana è approssimabile con un'onda monocromatica, essa è caratterizzata da un andamento sinusoidale del tipo:
{\displaystyle \mathbf {E} =\mathbf {E} _{0}\cos(\mathbf {k} \cdot \mathbf {r} -\omega t)}
e lo stesso vale per il campo magnetico. Segue che l'intensità dell'onda è anch'essa una funzione sinusoidale negli stessi argomenti, e deve essere mediata su un periodo:
{\displaystyle {\bar {P}}={\frac {E_{0}^{2}}{2Z}}={\frac {E_{\text{eff}}^{2}}{Z}}}
dove {\displaystyle E_{\text{eff}}={\frac {E_{0}}{\sqrt {2}}}} è il valore medio dell'intensità d'onda calcolato su un periodo.
Nel caso di un'onda sferica il fronte d'onda è una superficie sferica e la velocità è radiale. Per cui l'intensità d'onda dipende da {\displaystyle \mathbf {r} }:
{\displaystyle {\bar {P}}={\frac {E_{0}^{2}}{2Zr^{2}}}={\frac {E_{\text{eff}}^{2}}{Zr^{2}}}}
dunque essa diminuisce come l'inverso del quadrato della distanza.

## Interazione tra radiazione elettromagnetica e materia
Un'onda elettromagnetica che incide o si propaga in un materiale trasferisce ad esso una certa quantità di energia, e la sua forma cambia a seconda delle caratteristiche del mezzo considerato.

### Onda incidente su un materiale
Si consideri un'onda elettromagnetica incidente su un certo materiale, la forza esercitata dal campo elettromagnetico per un elemento di volume {\displaystyle dV} è data dalla forza di Lorentz generalizzata:
{\displaystyle d\mathbf {F} =qdn(\mathbf {E} +\mathbf {v} _{d}\times \mathbf {B} )}
dove {\displaystyle dn} è il numero di cariche {\displaystyle q} contenute nell'elemento di volume, e {\displaystyle \mathbf {v} _{d}} la loro velocità di deriva media.
La potenza trasferita dall'onda elettromagnetica per unità di volume al materiale è dovuta solamente al campo elettrico, in quanto la forza relativa al campo magnetico non compie lavoro. Moltiplicando scalarmente la precedente espressione per la velocità, che è ortogonale al vettore {\displaystyle \mathbf {v} \times \mathbf {B} }, si ottiene infatti l'espressione della densità di potenza:
{\displaystyle w=\mathbf {E} \cdot \mathbf {J} }
dove {\displaystyle \mathbf {J} =\rho \mathbf {v} } è la densità di corrente, che è proporzionale al campo:
{\displaystyle \mathbf {J} =\sigma \mathbf {E} }
La costante di proporzionalità, detta conducibilità elettrica, è un numero complesso. Si ha quindi in generale:
{\displaystyle w=\mathbf {E} \cdot \mathbf {J} =\sigma E^{2}}
Nel caso considerevole in cui l'onda ha una rappresentazione sinusoidale, anche la densità di corrente ha una dipendenza sinusoidale, per cui la densità di potenza deve essere mediata su un periodo:
{\displaystyle \langle w\rangle =\langle \mathbf {E} \cdot \mathbf {J} \rangle ={\frac {E_{0}^{2}}{2}}\sigma \cos \alpha }
dove si è sviluppato il prodotto scalare, e {\displaystyle \alpha } è l'angolo tra il campo elettrico e il vettore densità di corrente.

### Quantità di moto
Oltre all'energia, un'onda trasferisce una certa quantità di moto {\displaystyle \mathbf {q} }, il cui modulo è pari all'energia trasferita all'unità di volume del materiale e per unità di tempo divisa per la velocità di propagazione. La quantità di moto è data dalla media temporale della forza subita dall'unità di volume definita in precedenza:
{\displaystyle \langle \mathbf {q} \rangle ={\frac {\langle W\rangle }{v}}{\hat {v}}}
diretta lungo la direzione di propagazione dell'onda. Nel vuoto si ha:
{\displaystyle \langle \mathbf {q} \rangle ={\frac {\langle W\rangle }{c}}{\hat {v}}}
dove {\displaystyle c} è la velocità della luce.

### Momento angolare
Avendo definito la quantità di moto di un'onda elettromagnetica, è possibile ricavare il relativo momento angolare:
{\displaystyle \mathbf {L} =\mathbf {r} \times \mathbf {q} }
Inoltre, l'onda possiede anche un momento angolare intrinseco quando essa è polarizzata circolarmente, dato da:
{\displaystyle \mathbf {L} =\pm \omega \mathbf {P} }
dove il segno dipende dal verso della rotazione e la direzione è longitudinale alla direzione di propagazione dell'onda.

### Propagazione della radiazione nei materiali
Lo studio della propagazione delle radiazioni in un materiale cambia a seconda ci si trovi in presenza di un conduttore o di un dielettrico.

#### Propagazione in un conduttore
Un'onda elettromagnetica che incide su un conduttore elettrico ha come effetto di accelerare gli elettroni di conduzione, che effettuano un moto oscillatorio dipendente dalla forma dell'onda. L'onda non penetra oltre gli strati superficiali del conduttore, e viene per la maggior parte riflessa o dissipata per effetto Joule. Lo studio del comportamento dei campi nel conduttore si basa sull'estensione delle equazioni di Maxwell al caso in cui la radiazione si propaghi in un conduttore elettrico, le quali permettono di ricavare l'equazione delle onde per il campo elettrico ed il campo magnetico all'interno di un conduttore.
Si consideri un conduttore ohmico omogeneo e isotropo, l'equazione delle onde elettromagnetiche ha la forma:
{\displaystyle \nabla ^{2}\mathbf {E} -\varepsilon \mu {\frac {\partial ^{2}\mathbf {E} }{\partial t^{2}}}-\sigma \mu {\frac {\partial \mathbf {E} }{\partial t}}=0}
{\displaystyle \nabla ^{2}\mathbf {H} -\varepsilon \mu {\frac {\partial ^{2}\mathbf {H} }{\partial t^{2}}}-\sigma \mu {\frac {\partial \mathbf {H} }{\partial t}}=0}
dove {\displaystyle \sigma } è la conducibilità elettrica. L'equazione delle onde si può ricavare introducendo nelle equazioni di Maxwell la legge di Ohm generalizzata:
{\displaystyle \mathbf {J} =\sigma \mathbf {E} }
dove {\displaystyle \mathbf {J} } è la densità di corrente. La precedente relazione locale vale anche nel caso non stazionario, sebbene la conducibilità elettrica dipenda in generale dal campo.
La soluzione generale nel caso di onda piana che si propaga nella direzione {\displaystyle x} è:
{\displaystyle \phi (x,t)=\Phi (x)e^{j\omega t}\ }
dove {\displaystyle j} è l'unità immaginaria e la funzione complessa {\displaystyle \Phi (x)} ha soluzione del tipo:
{\displaystyle \Phi (x)=Ae^{j\alpha x}\ }
dove:
{\displaystyle \alpha ^{2}=\omega ^{2}\varepsilon \mu -j\omega \sigma \mu \ }
con parte reale {\displaystyle \Re } e parte immaginaria {\displaystyle \Im } date da:
{\displaystyle \Re (\alpha )=\omega {\sqrt {{\frac {\varepsilon \mu }{2}}\left(1\pm {\sqrt {1+{\frac {\sigma ^{2}}{\omega ^{2}\varepsilon ^{2}}}}}\right)}}}
{\displaystyle \Im (\alpha )={\frac {\omega \sigma \mu }{2\cdot \Re (\alpha )}}}
In definitiva l'onda piana assume una soluzione del tipo:
{\displaystyle \phi (x,t)=Ae^{\Im (\alpha )\cdot x}e^{j(\Re (\alpha )\cdot x+\omega t)}}
A questo punto l'onda trasferisce un'oscillazione smorzata per {\displaystyle \Re (\alpha )<0} con coefficiente di attenuazione {\displaystyle |\Im (\alpha )|}.

#### Propagazione in un dielettrico
Nelle misure reali dei campi elettromagnetici, tipicamente ad alta frequenza, si utilizza la relazione tra il campo magnetico ed il campo elettrico espressa attraverso l'impedenza caratteristica del mezzo nel quale si propaga la radiazione. L'impedenza d'onda {\displaystyle Z} è espressa attraverso i parametri dell'onda elettromagnetica e del mezzo in cui essa si propaga:
{\displaystyle Z={\sqrt {j\omega \mu  \over \sigma +j\omega \varepsilon }}}
dove {\displaystyle \mu } è la permeabilità magnetica, {\displaystyle \varepsilon } la permittività elettrica e {\displaystyle \sigma } la conducibilità elettrica del materiale in cui l'onda si propaga. In questa equazione, {\displaystyle j} è l'unità immaginaria, e {\displaystyle \omega } la frequenza angolare dell'onda.
Nel caso di un dielettrico, in cui la conducibilità è trascurabile, l'equazione si riduce nella seguente:
{\displaystyle Z={\sqrt {\mu  \over \varepsilon }}}
Nel vuoto, e quindi approssimativamente anche in aria, tale rapporto vale circa 377 ohm:
{\displaystyle Z_{0}={\sqrt {\dfrac {\mu _{0}}{\varepsilon _{0}}}}=376,730\ 313\ 461\ 77\ldots \Omega \simeq 120\pi \Omega \simeq 377\Omega }
La relazione tra i campi in tale caso diventa:
{\displaystyle Z={\dfrac {E}{H}}}
Questa formula può essere utilizzata solo in campo lontano dalla sorgente, e viene utilizzata in particolare per la valutazione dell'esposizione umana ai campi elettromagnetici.

### Velocità di propagazione
La velocità di propagazione di un'onda elettromagnetica è indipendente dalla velocità della sorgente, dalla direzione di propagazione e dalla velocità dell'osservatore: dipende soltanto dal mezzo in cui si propaga la radiazione e nel vuoto è pari in unità del sistema internazionale a
299 792 458 m/s.
Tale valore numerico, misurato con grande precisione, corrisponde alla velocità della luce, che è l'esempio più noto di onda elettromagnetica, e si indica in genere con la lettera {\displaystyle c}.
L'astronomo danese Ole Rømer fu il primo a determinare empiricamente la velocità della luce per mezzo dell'osservazione del satellite di Giove di nome "Io". Annunciò la sua scoperta nel 1675. Romer misurò il tempo che il satellite impiegava ad attraversare il cono d'ombra provocato da Giove notando che il tempo impiegato era diverso ad ogni misurazione. Questo perché quando "Io" entrava nel cono d'ombra di Giove la distanza di questi dalla terra era una, mentre, quando "Io" usciva dal cono d'ombra, la distanza dalla terra era diversa. Così ogni volta che la misura viene ripetuta il tempo impiegato appare diverso (a seconda che la terra si stia avvicinando a Giove, tempo più breve del reale, o che si stia allontanando, tempo più lungo). Attraverso l'osservazione di questo fenomeno riuscì infine a calcolare la velocità della luce ottenendo un valore ({\displaystyle 2.2\times 10^{8}m/s}) molto simile al valore reale (299 792 458 m/s).
La velocità della luce nel vuoto viene oggi misurata direttamente, calcolando il tempo che impiega un impulso luminoso emesso da un laser a percorrere un determinato spazio. Dal momento che questa procedura è molto precisa, il valore è stato assunto come esatto senza alcuna incertezza e su tale base è stato ridefinito il metro (vedere in proposito metro).
Nei mezzi materiali e nelle guide d'onda la propagazione della radiazione elettromagnetica diviene un fenomeno più complesso. Innanzitutto la sua velocità è diversa rispetto a quella nel vuoto secondo un fattore che dipende dalle proprietà del mezzo o della guida d'onda. Può dipendere inoltre dalla frequenza della radiazione, secondo una relazione di dispersione. Restano definite due velocità, dette velocità di gruppo e velocità di fase.

## Effetti biologici delle radiazioni
Gli effetti della radiazione elettromagnetica sugli esseri viventi dipendono principalmente da due fattori:
- la frequenza della radiazione, ovvero il tipo
- la modalità di esposizione ovvero l'intensità della radiazione, la durata dell'esposizione, le parti del corpo esposte.

Per quanto riguarda la frequenza della radiazione si usa distinguere tra:
- radiazioni ionizzanti, di frequenza sufficientemente alta da essere in grado di ionizzare gli atomi della sostanza esposta; possono quindi modificare le strutture molecolari, potendo anche produrre effetti biologici a lungo termine sui viventi interagendo con il DNA cellulare. Essendo le più energetiche sono, a grandi linee, le più pericolose (esempi: radiologia, armi nucleari).
- radiazioni non ionizzanti; si designano come non ionizzanti quelle radiazioni elettromagnetiche non in grado di produrre ionizzazione nei materiali ad esse esposti. Un esempio di radiazioni non ionizzanti sono le onde radio. L'energia più bassa le pone, in generale in classi di rischio più basse delle precedenti.

Si ritiene comunemente, vedere in proposito la voce elettrosmog, che le radiazioni non ionizzanti possano avere effetti sui viventi non solo per i loro effetti termici.